# 立榮航空
立榮航空（英語：UNI Air）是一家台灣的航空公司，於1996年成立，與長榮航空同屬長榮集團旗下，以經營國內航線、兩岸航線與區域國際航線為主，也是國內航線最綿密、航班最密集的航空公司。由於立榮航空並未隨同集團的長榮航空一同加入星空聯盟，因此不屬於星空聯盟成員。

## 沿革
- 立榮航空的前身為馬公航空（Makung Airlines / Makung International Airlines，取名自澎湖縣馬公市），成立於1988年8月6日，是中華民國交通部實施「開放天空」政策後第一家成立的航空公司。
- 馬公航空分別於1988年11月及1989年2月，引進兩架HS-748（英语：Hawker Siddeley HS 748） ，執行台北/高雄─馬公航線為主。
- 1990年自1995年，馬公航空引進五架BAe-146， 執行台北─高雄及台北/高雄─馬公航線為主。
- 1994年3月，馬公航空引進一架波音757（全台第一架波音757），執行高雄─菲律賓佬沃的包機及台北─高雄航線。

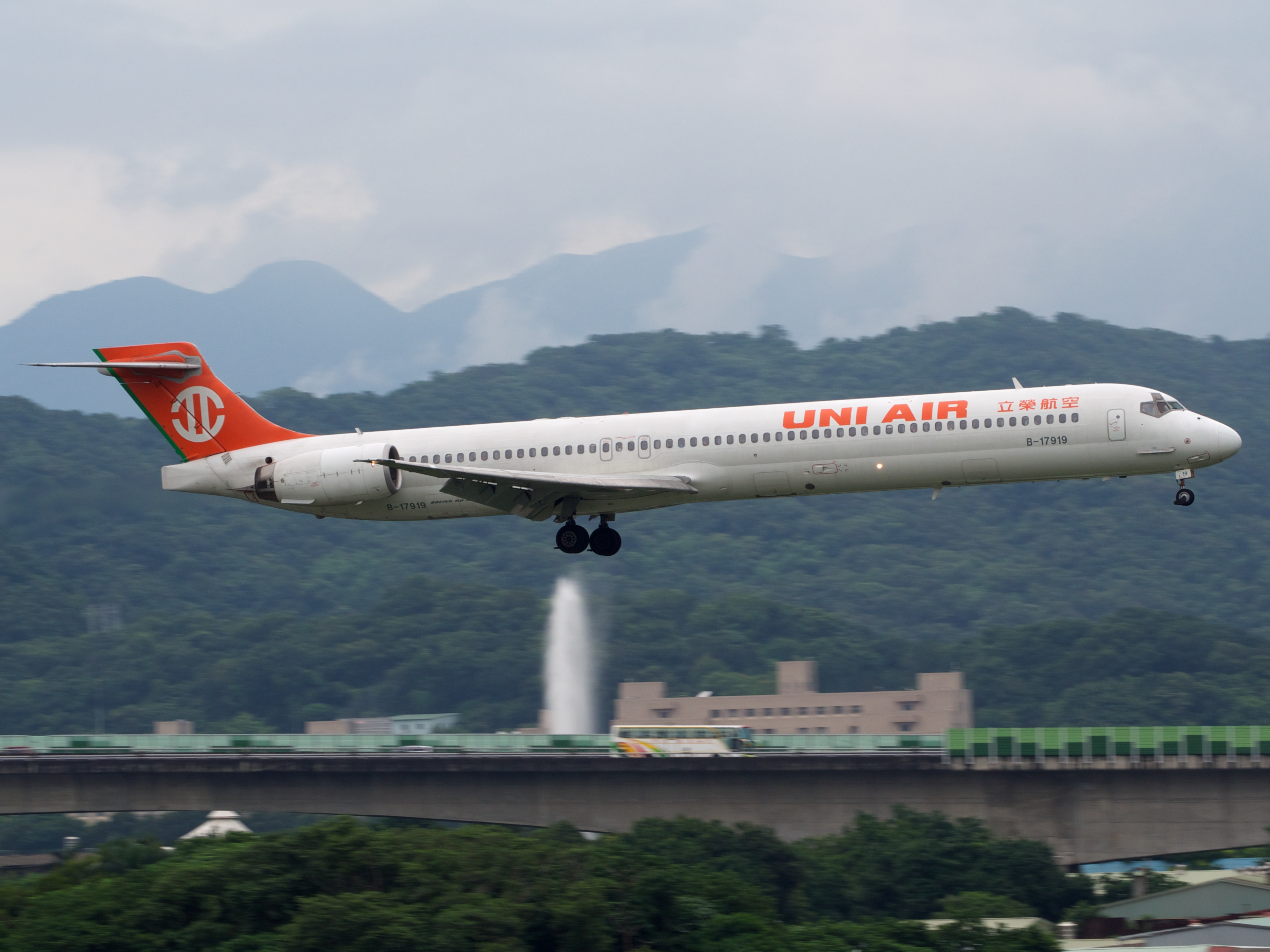
曾為立榮航空主力客機之MD90客機

- 1995年，長榮集團購買馬公航空之股權，於1996年3月將馬公航空更名為立榮航空。之所以命名立榮航空是因為長榮集團當時除了有經營遠洋海運為主的長榮海運以外尚有以近洋海運為主的立榮海運（英語：Uniglory，目前已和長榮國際儲運合併）。[1]
- 1998年7月1日，為了提升競爭力、並響應政府的航空資源共享政策，立榮航空與台灣航空（Taiwan Airways）以及大華航空（Great China Air）合併，合併後以立榮航空為存續公司，立榮航空同時承接長榮航空之國內航線，成為國內唯一「五金齊發」（五座島內主要機場均飛航金門）、「五馬奔騰」（五座島內主要機場均飛航馬公）的航空公司。
- 2004年政府開放小三通後，立榮航空設計出「金廈一條龍」（即可一次訂好船票、機票及金門水頭碼頭與尚義機場間的雙向接駁、行李運送等服務）的營運模式，成為當時立榮航空重要的獲利來源之一。

立榮航空第一代企業識別標誌，於1996年到2011年間採用

- 2012年3月30日，更換企業識別標誌。9月27日，首架訂購之ATR-72-600型客機於法國交機，於同年10月11日首次在台灣進行商業飛行。[2]
- 2016年6月1日，最後一架MD-90型（註冊編號B-17920）的客機在完成最後一趟金門至台北航線（B7-8890飛行任務）後光榮除役。此機型立榮航空自1996年起陸續引進14架，曾是該公司飛行國內線的主力機種，也在兩岸開放直航後扮演重要的角色。[3]9月13日，推出首架酷企鵝彩繪機（註冊編號B-17001），每日往返台北松山─澎湖航線。

## 航線

### 國內定期航線
國內線主要由ATR72-600機隊派飛，部分澎湖、金門與台東航班使用長榮航空A321機隊飛航。

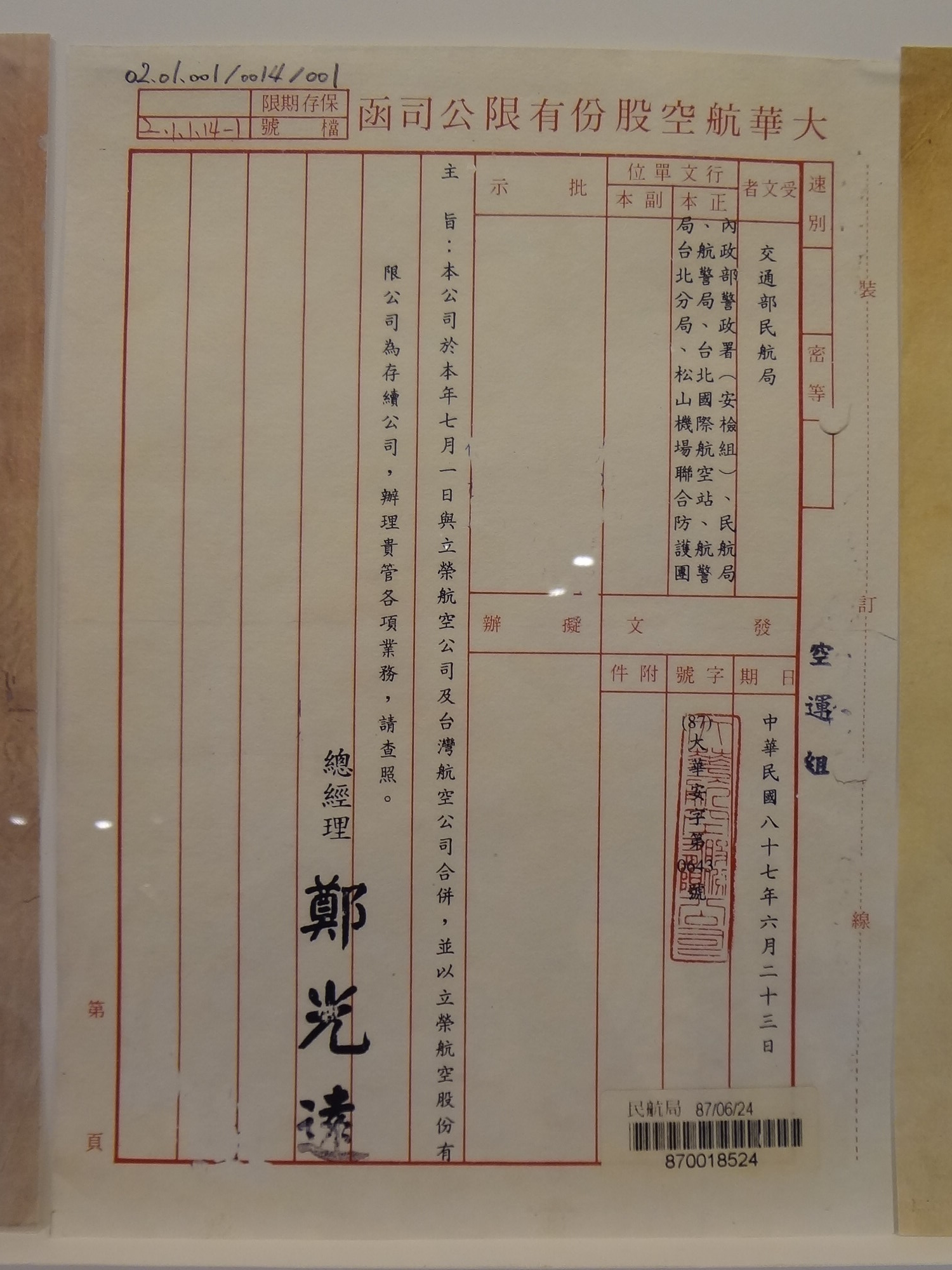
立榮航空與台灣航空以及大華航空合併，合併後以立榮航空為存續公司

| 城市      | 機場           | 目的地                                       |
| --------- | -------------- | -------------------------------------------- |
| 台北-松山 | 台北松山機場   | 花蓮、台東、澎湖、金門、馬祖-北竿、馬祖-南竿 |
| 高雄      | 高雄小港機場   | 澎湖、金門、東沙(僅開放給軍人搭乘)           |
| 台中      | 台中清泉崗機場 | 澎湖、金門、馬祖-南竿                        |
| 台南      | 台南機場       | 澎湖、金門                                   |
| 嘉義      | 嘉義水上機場   | 澎湖、金門                                   |
| 花蓮      | 花蓮機場       | 台北-松山                                    |
| 台東      | 台東豐年機場   | 台北-松山                                    |
| 金門      | 金門尚義機場   | 台北-松山、台中、嘉義、台南、高雄、澎湖      |
| 澎湖      | 澎湖機場       | 台北-松山、台中、嘉義、台南、高雄、金門      |
| 馬祖-北竿 | 馬祖北竿機場   | 台北-松山                                    |
| 馬祖-南竿 | 馬祖南竿機場   | 台北-松山、台中                              |
| 東沙      | 東沙機場       | 高雄(僅開放給軍人搭乘)                       |

### 两岸及國際航線
均使用長榮航空機隊飛航。

## 機隊

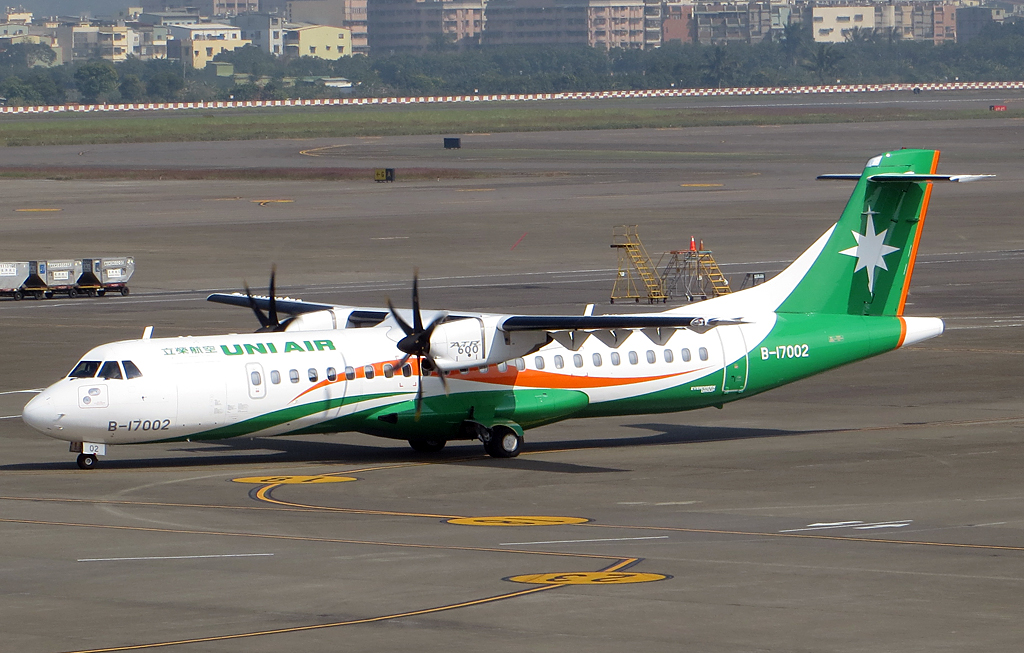
ATR 72-600

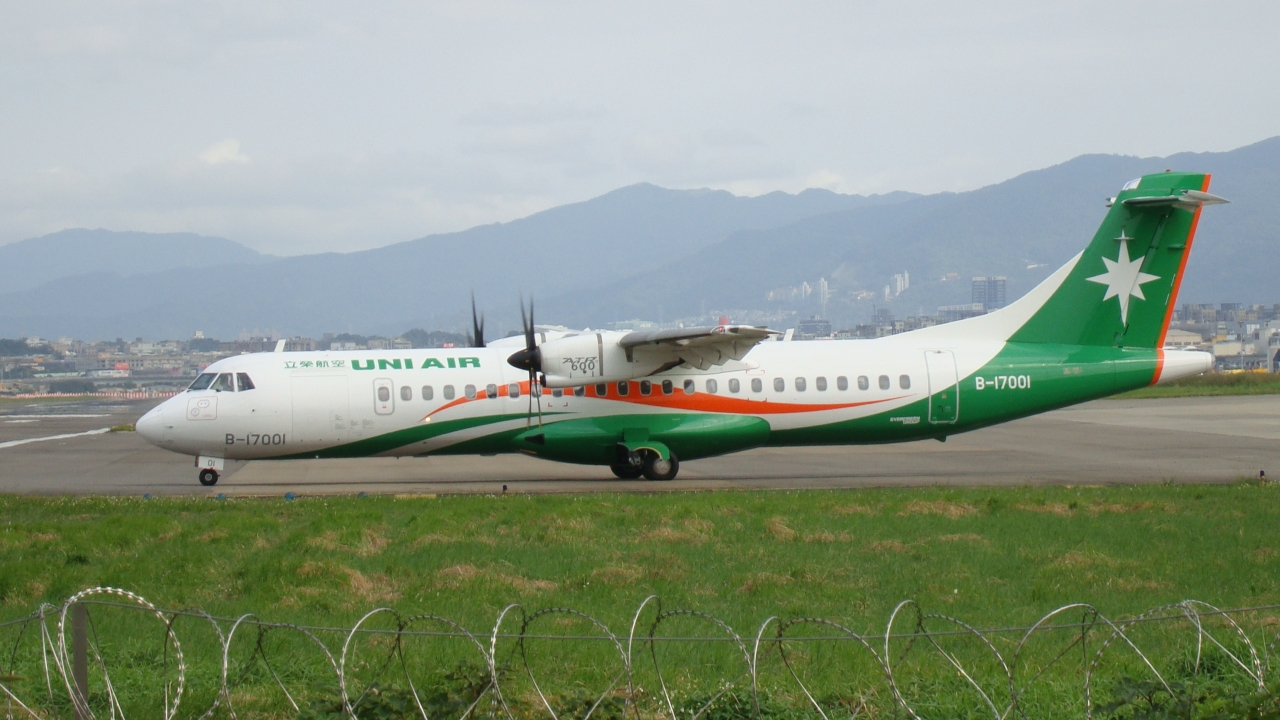
ATR 72-600

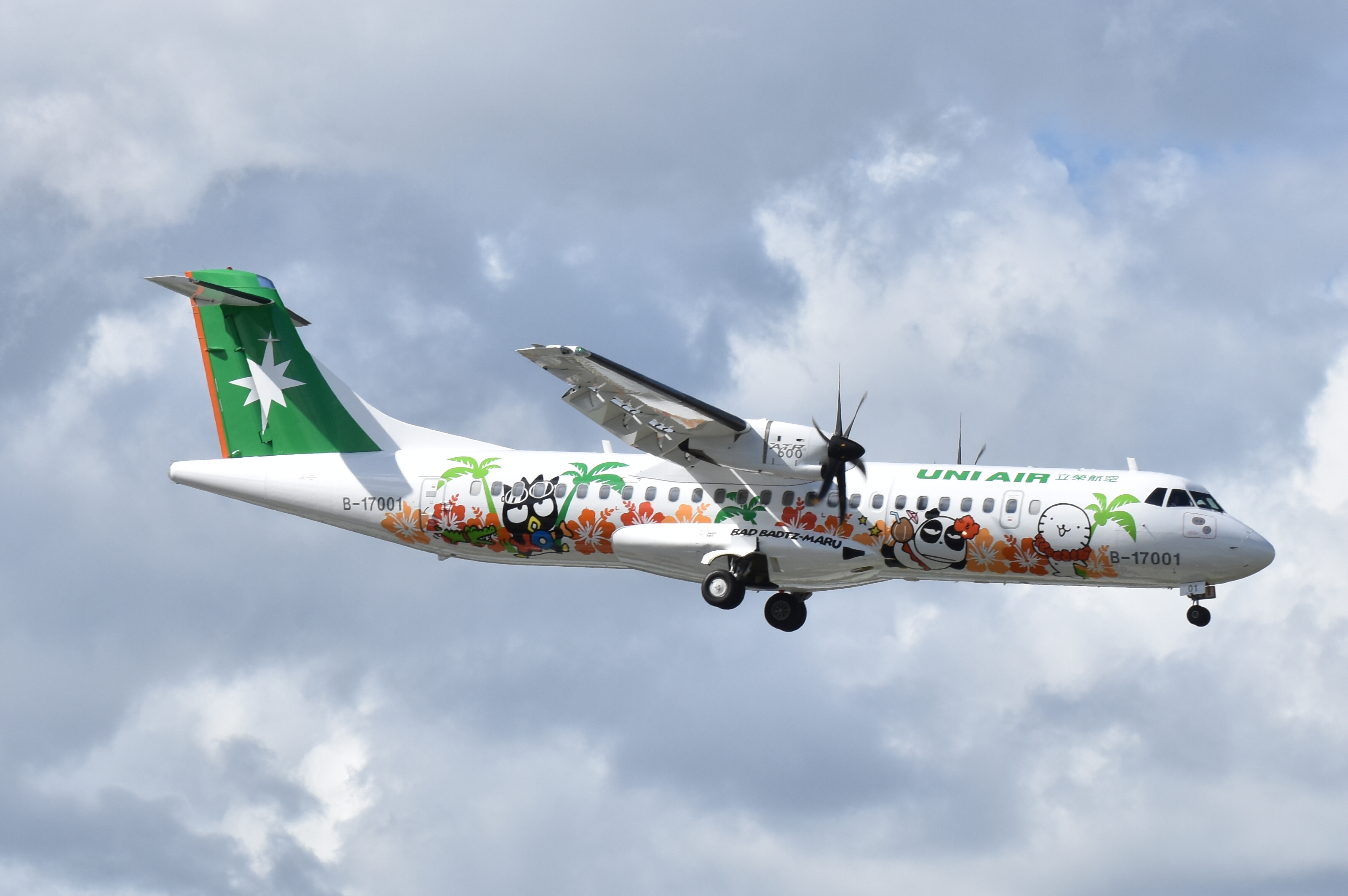
酷企鵝彩繪機

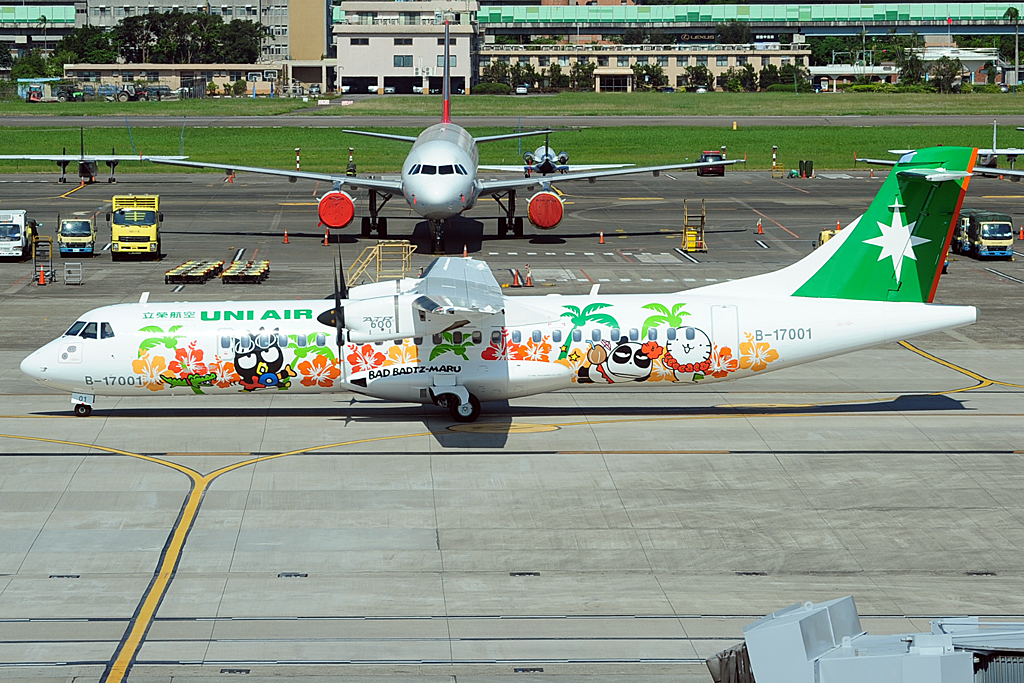
酷企鵝彩繪機

### 特殊塗裝
- B-17001：酷企鵝渡假機，2016年9月13日首航台北─澎湖航線。2022年8月3日執行台東─松山最後航班後便進廠恢復成立榮航空標準塗裝，總計共1萬5,126架次，總載客人數更是超過82萬人次。[6]
- B-17016與B-17017：長榮航空新塗裝（含星空聯盟標示），為立榮航空引進的最後兩架ATR72-600。這兩架飛機購進時就是以長榮航空塗裝來台並交由立榮航空操作，於2021年陸續改回立榮航空標準塗裝。

### 退役機隊
- HS-748（英语：Hawker Siddeley HS 748）：原馬公航空所有，公司更名為立榮航空後並未繼續使用。共2架（B-1771、B-1773。這兩架是該機種所生產的最後兩架），1996年全數退役並售出。
- BAe 146-300：原馬公航空所有，公司更名為立榮航空後仍繼續使用。共5架，1996年5月全數退役。
- 波音757：原馬公航空所有，公司更名為立榮航空後並未繼續使用。共1架（B-17501，原N127MA），1996年10月11日退租。
- 多尼爾228：接收自台灣航空，共4架，後轉給德安航空。
- Dash 8-200：共1架（B-17201），2009年2月退役。
- Dash 8-300：除B-15239，其餘皆接收自大華航空。共13架，2014年8月18日全數退役。
- 麥道MD-90-30：B-17926 接收自大華航空（原B-15301）。共14架，於2016年6月1日全數退役。
- 空中巴士A321-211(WL)：共2架，租自長榮航空，主要飛首爾航線，因韓方規定必須用自身塗裝的飛機飛航[7]，2022年12月退租。

大華航空曾訂購6架Dash 8-Q400，原定由合併後的立榮航空接收，但受到金融風暴等因素影響，雖然當時其中一架已完成立榮航空塗裝（C-GFEN，後於2000年轉售中國長安航空，註冊號B-3568），最終6架全數退訂。

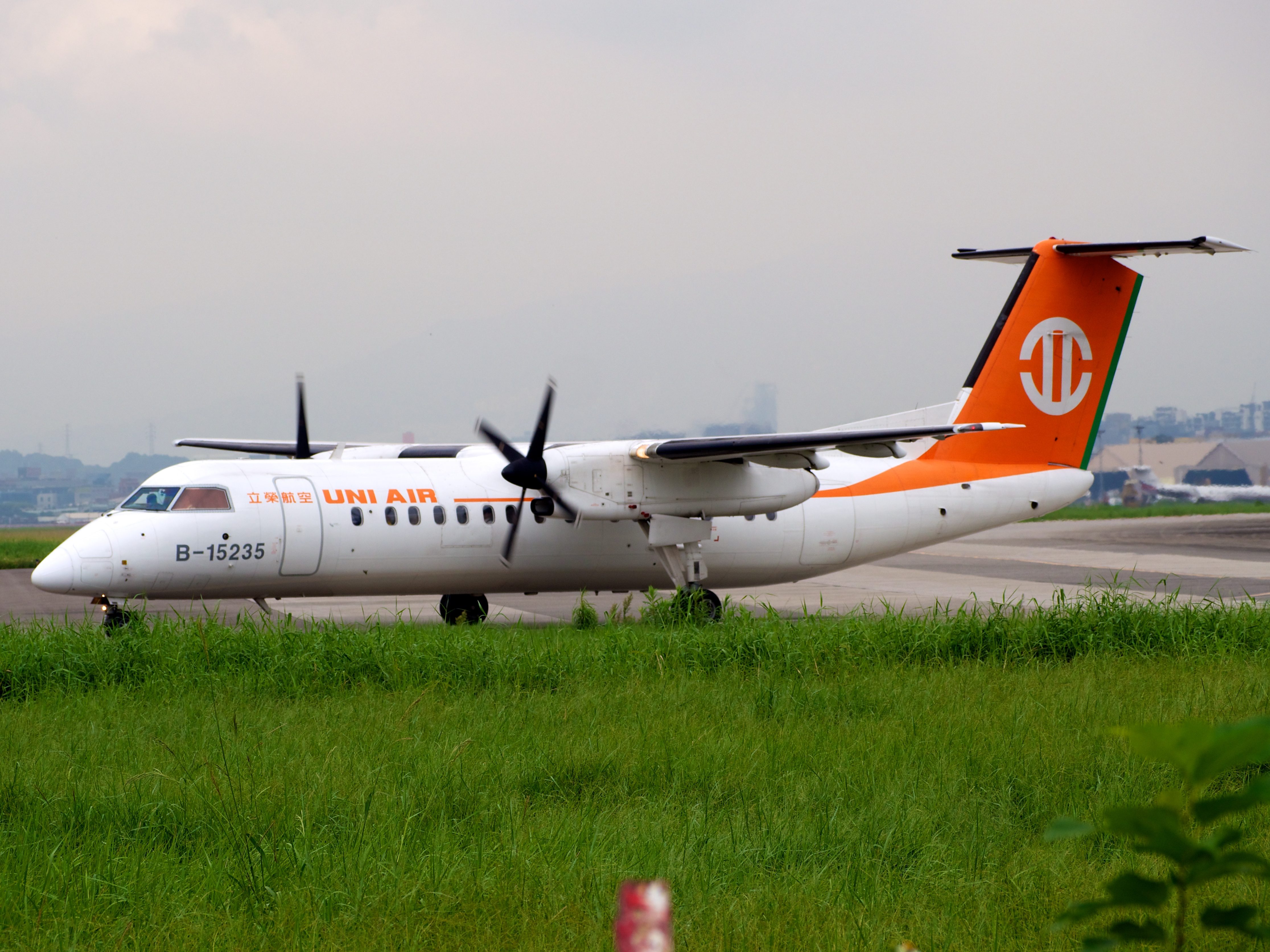
DASH 8-300型
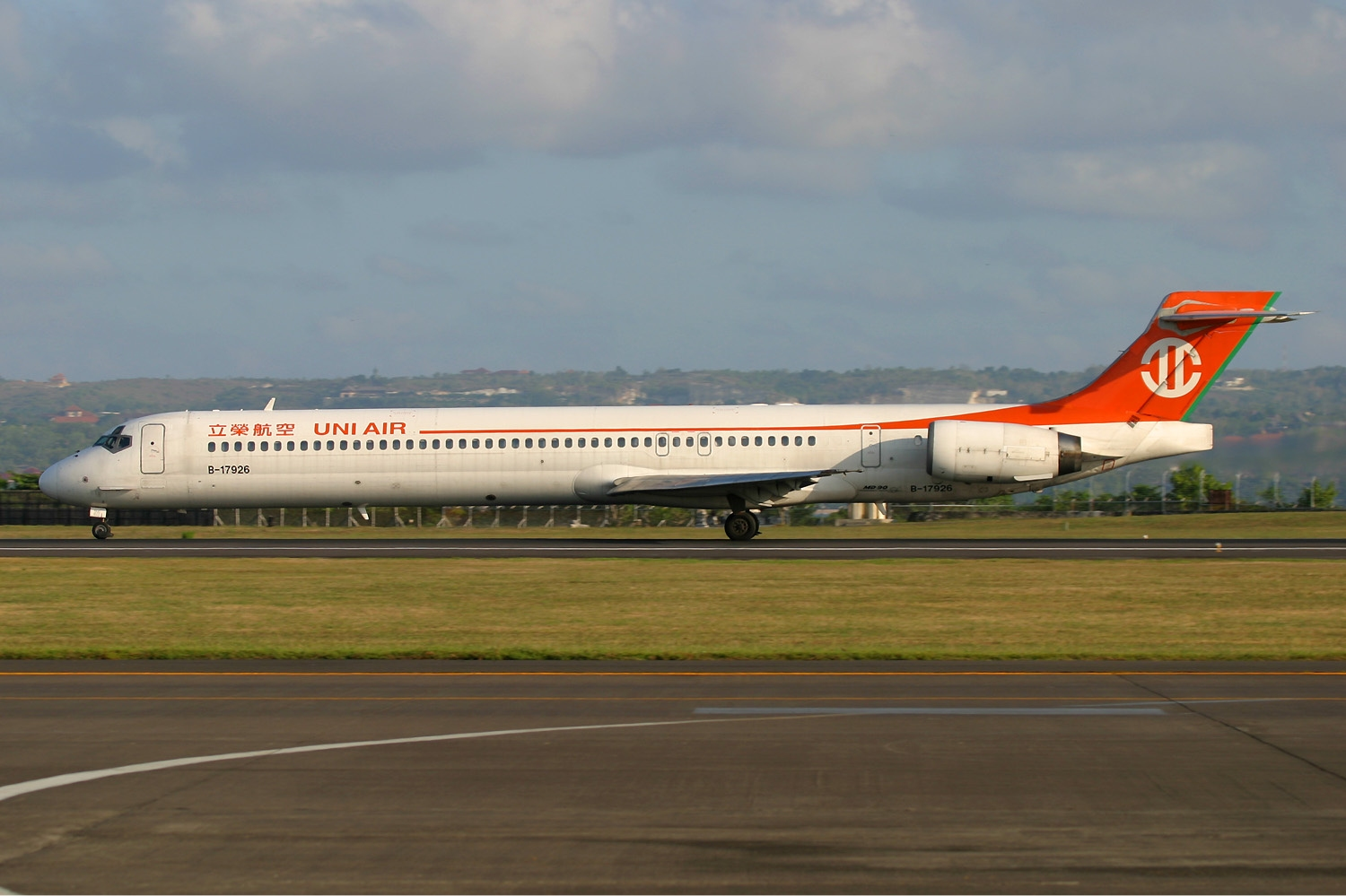
MD-90-30
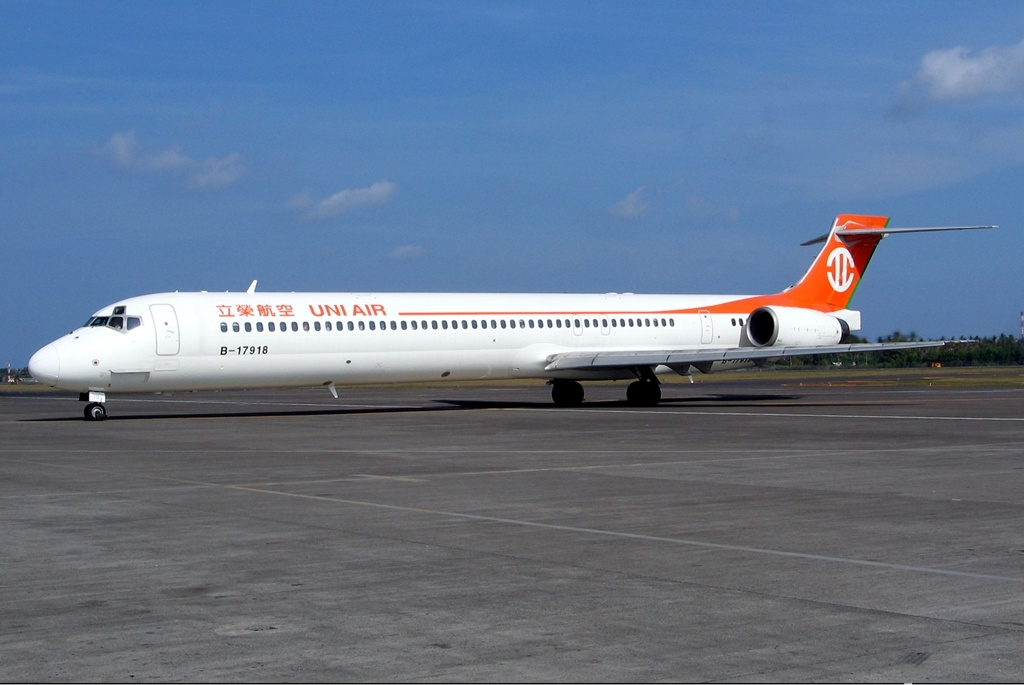
MD90曾為主線客機
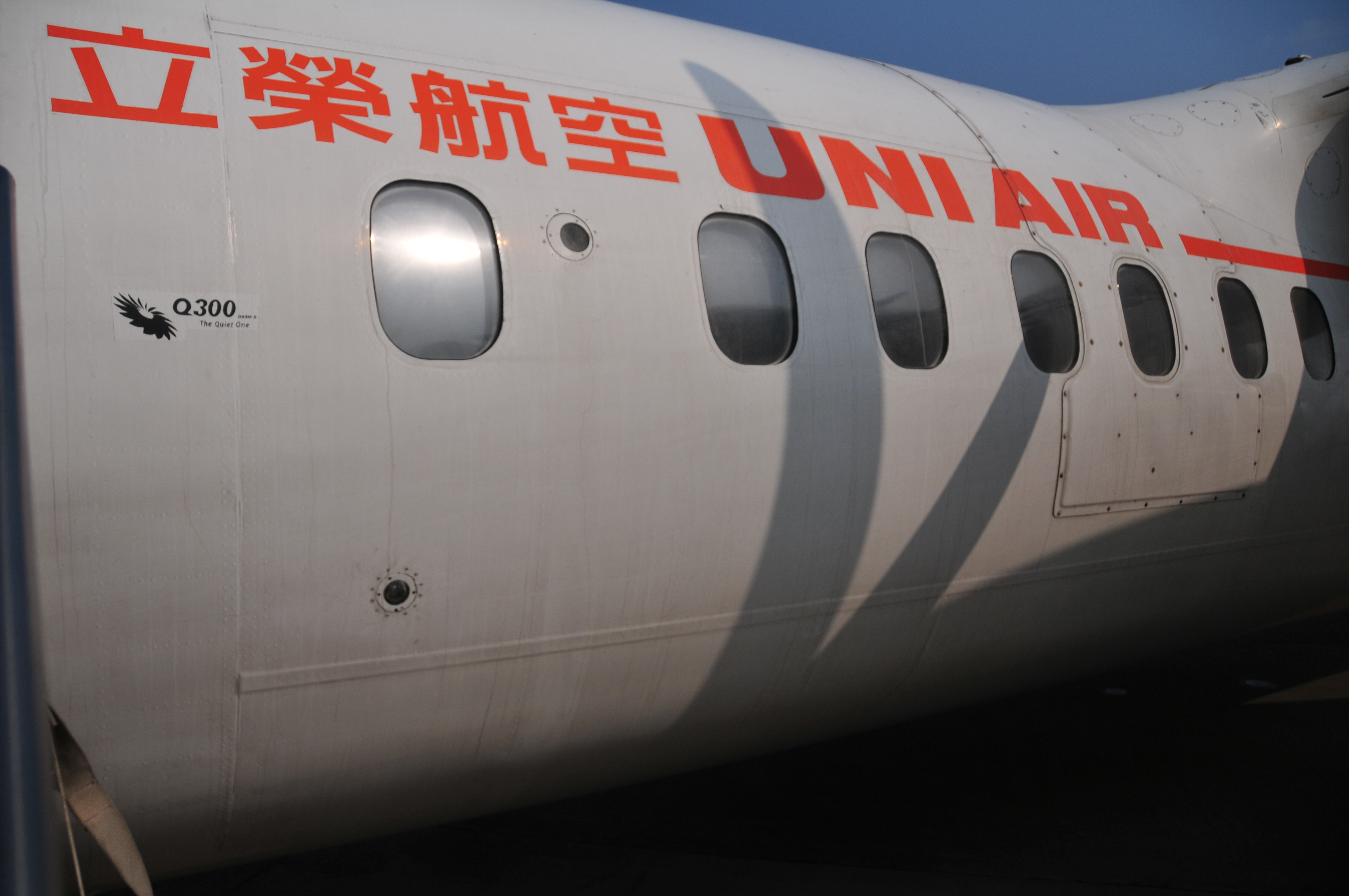
舊塗裝之立榮航空機身
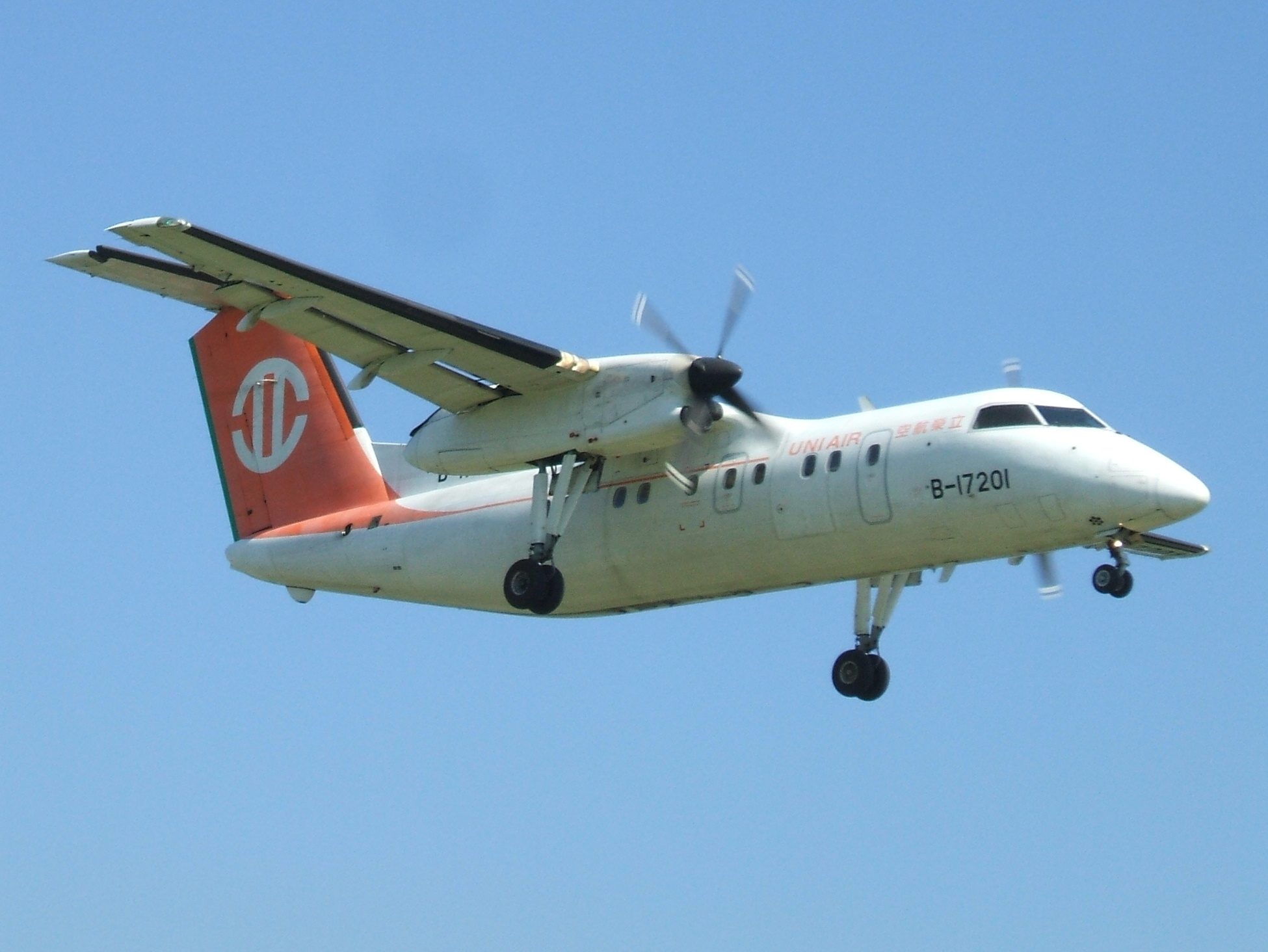
已退役機型DHC-8-200
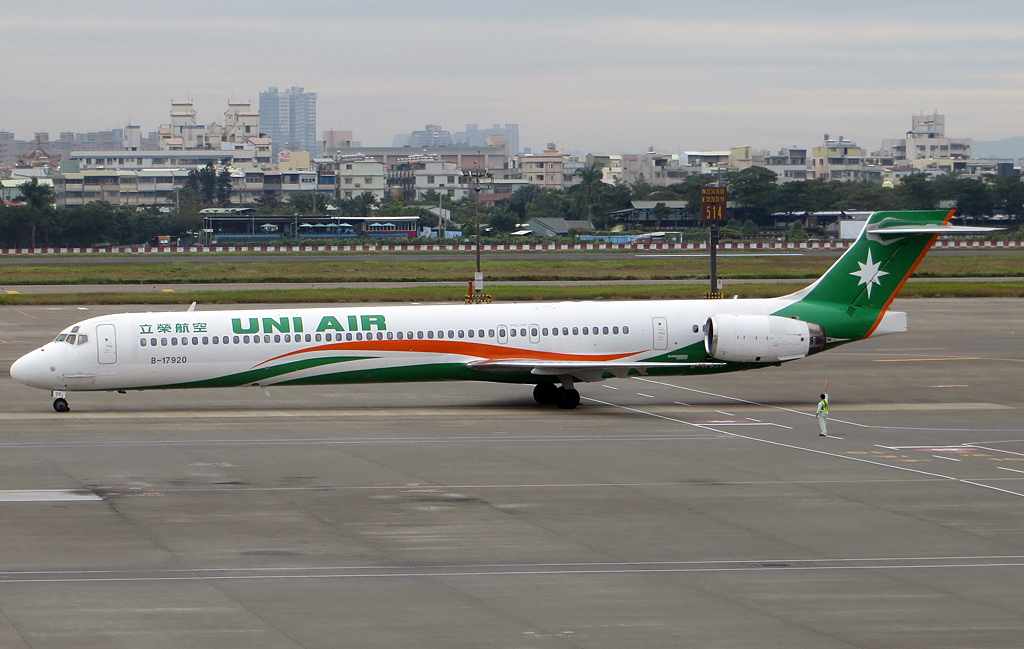
更新塗裝之MD90客機
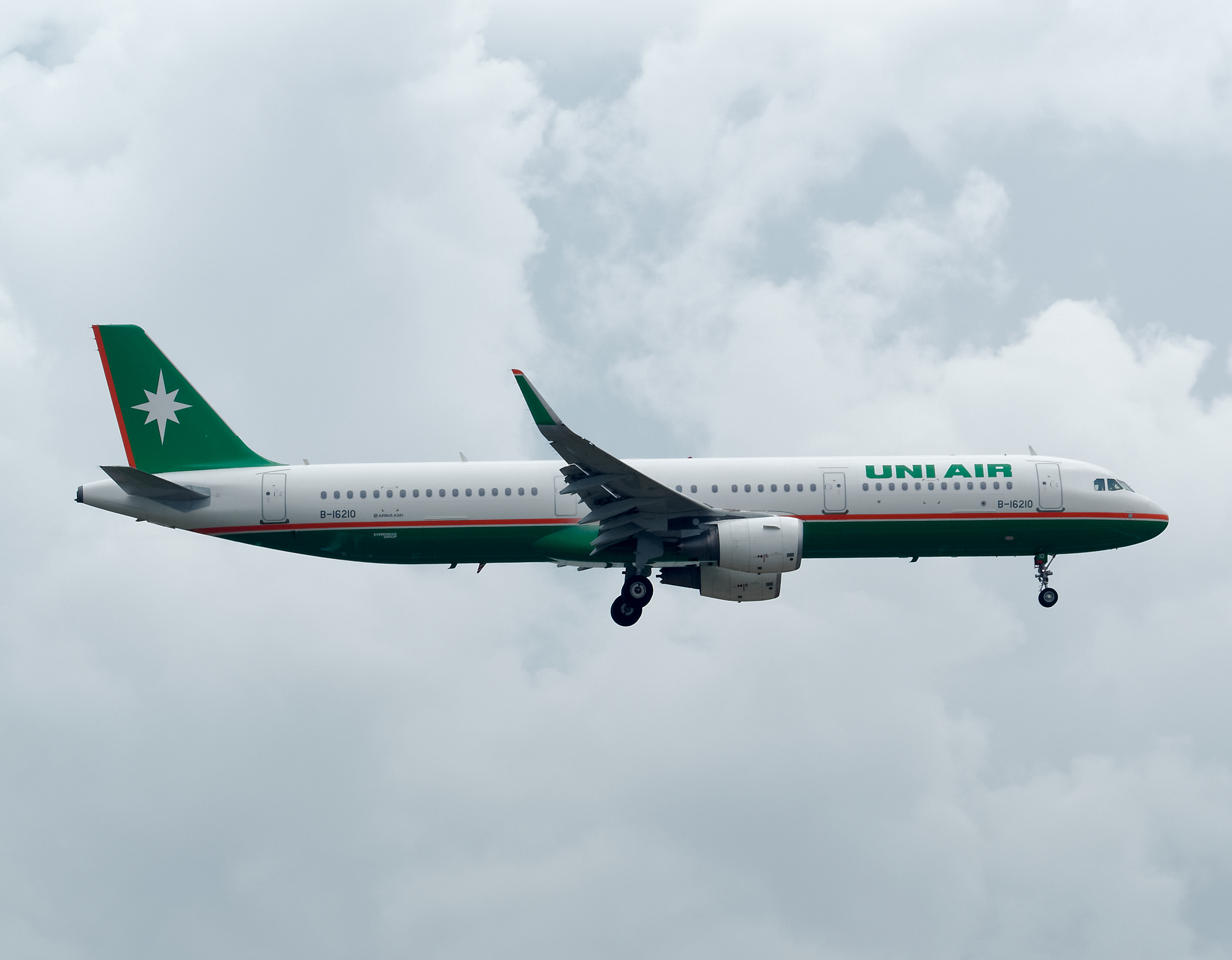
A321-200型客機
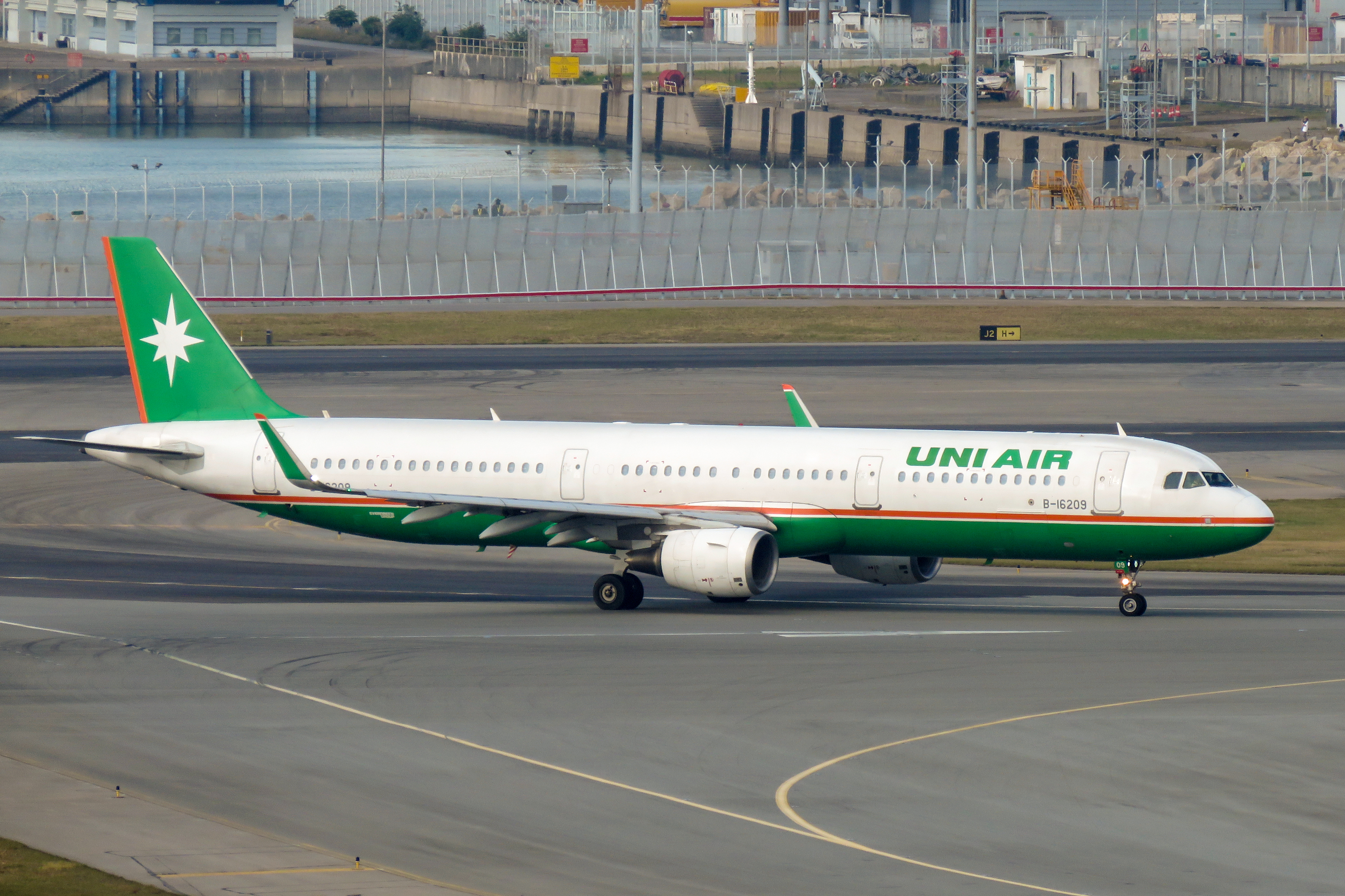
A321-211型客機

## 事故
- 1999年8月24日，立榮航空873號班機，麥道MD-90型機（B-17912），由台北飛往花蓮，在花蓮機場的跑道上滑行時，因不明原因爆炸，使得機身中段炸毀，造成1人喪生。當初由於喪生者為乘客古金水胞兄，檢方曾懷疑失事原因是由於古金水委託胞兄攜帶爆裂物登機（其本人並未登機）而導致爆炸；但經查證後確定古金水僅有準備易燃物，且與攜帶點燃易燃物之物品的旅客並無共謀關係。[8][9]
- 2001年1月15日，立榮航空695號班機，DASH 8-300型機（B-15235），由臺南飛往金門。降落在金門時，因為遭到風切變，導致重落地，使該機的主起落架折損，無人員傷亡。[10]
- 2015年6月19日，立榮航空881號班機，MD-90型機（B-17925），由台北飛往金門，上升到約4,500呎時，引擎異常溫度升高，機長立即折返松山機場，159位乘客、機組人員均平安。[11]。
- 2021年5月10日，立榮航空9091號班機，ATR 72-600型機（B-17010），由台北飛往南竿，因不慎撞擊機場跑道外圍導致爆胎，班機緊急重飛，最後選擇返航飛回松山，機上乘客及機組人員均平安，而原機則與以報廢不予修復。[12]。
- 2021年5月31日，立榮航空511號班機，由台北松山飛往廈門，地勤一時疏忽致一名疑擅自離開檢疫處所且持核酸檢測（PCR）陽性報告者登機，在抵达厦门后确诊2019冠状病毒病，引发两岸网民强烈不满[13]。

## 外部連結
- 立榮航空 （页面存档备份，存于）（繁體中文）（简体中文）（英文）
- 立榮航空 UNI AIR的Facebook專頁
- YouTube上的立榮航空 UNI AIR頻道
- 立榮航空App介紹 （页面存档备份，存于）